# Oktyabrszkij (Arhangelszki terület)
Oktyabrszkij (oroszul: Октябрьский) városi jellegű település Oroszország Arhangelszki területén, az Usztyjai járás székhelye.
Lakossága: 9307 fő (a 2010. évi népszámláláskor).

## Fekvése
Az Arhangelszki terület déli részén, az Usztyja (a Vaga mellékfolyója) bal partján terül el. Néhány kilométerre van a Konosa–Kotlasz vasúti fővonalon fekvő Kosztiljevo vasútállomástól. A legközelebbi város a nyugatabbra lévő Velszk, mellyel közút köti össze.

## Története
Korábbi neve Pervomajszkij (május elsejéről az egykori Szovjetunióban számos települést és utcát neveztek el). Létezéséről először 1950-ben adtak hírt egy faátrakodó állomással kapcsolatban. Kiépítése az 1950-es évek második felében gyorsult fel, miután vasbetonáru gyárat és házgyárat helyeztek üzembe. 1975-ben lett járási székhely, addig a folyó túlsó partjára épült ősi település, Sangali élvezte a székhely nyújtotta előnyöket.